# Gefährliche Fahndung
Gefährliche Fahndung ist eine 7-teilige Miniserie, die im Jahr 1977 im Auftrag des Fernsehens der DDR produziert wurde.

## Handlung
Der in Österreich lebende Kriminalinspektor Toni Pleisner, ein Antifaschist, ermittelt im Rahmen seiner beruflichen Tätigkeit im Jahr 1975 in einer heiklen Angelegenheit. Gegen Ende des Zweiten Weltkrieges wurde im Frühjahr 1945 eine Rettung zahlreicher Kunstschätze durchgeführt, die einst von den Nazis geraubt wurden. Der nun angebliche Suizid eines der damals beteiligten Soldaten wirft bei Pleisner große Fragen auf. Bei seinen Ermittlungen, die ihn unter anderem auch in die Schweiz und in die Türkei führen, kommt Pleisner dann auf die Spur eines damaligen NS-Wehrwirtschaftsführers, der nun unter einem anderen Namen quasi inkognito in Westdeutschland lebt. Doch dabei bleibt es nicht. Toni Pleisner findet auch noch heraus, woran genau sein Vater Anton, der nach offizieller Darstellung in den letzten Kriegstagen als Soldat an der Front gefallen war, wirklich gestorben ist.

## Produktion und Hintergründe
Die Dreharbeiten fanden im Jahr 1977 statt. Die Erstausstrahlung erfolgte ab dem 19. Mai 1978 wöchentlich zur Hauptsendezeit im 1. Programm des DDR-Fernsehens.
Die Serie basiert lose auf dem von Julius Mader geschriebenen Roman Sepp Plieseis – Partisan der Berge, der wiederum auf den Erlebnissen von Sepp Plieseis basiert.
Die Serie wurde in Farbe gedreht. Die Szenen, die zu Zeiten des Zweiten Weltkrieges spielen, sind allerdings in Schwarz-weiß gehalten. 
Der Hauptdarsteller Jaecki Schwarz ist in einer Doppelrolle zu sehen, denn er spielt neben dem Kriminalisten Toni Pleisner in den Rückblenden auch noch dessen Vater Anton Pleisner.
Die Regie bei allen Folgen führte Rainer Hausdorf.

## Episodenliste
Folge 1: Die Maya-Frau/Erstausstrahlung: 19. Mai 1978
Folge 2: Tod im Alpsee/26. Mai 1978
Folge 3: Beichte eines Einsiedlers/2. Juni 1978
Folge 4: Fauler Fisch/9. Juni 1978
Folge 5: In letzter Minute/16. Juni 1978
Folge 6: Z – Zwei/23. Juni 1978
Folge 7: Staatsanwalt gesucht!/30. Juni 1978